# Moda na Zdrowie
Moda na Zdrowie – miesięcznik propagujący zdrowy styl życia. Wydawany od 2003.
Redaktorem naczelnym czasopisma jest Adam Górczyński.
Grupą docelową „Mody na Zdrowie” są klientki aptek – kobiety w wieku 25–55 lat, z wykształceniem średnim i wyższym, mieszkające w dużych i średnich miastach.
Magazyn ma charakter poradnikowy i propaguje profilaktykę, aktywność ruchową i intelektualną, ekologię i zdrowe życie.
Artykuły umieszczane są w działach: zdrowie, uroda, kuchnia i psychologia.
W „Modzie na Zdrowie” ukazują się także wywiady ze znanymi i cenionymi psychologami, pisarzami, artystami, lekarzami, działaczami społecznymi oraz felietony.
„Moda na Zdrowie” trafia do czytelników za pośrednictwem sieci ponad 3 tys. Przyjaznych Aptek – ich klienci otrzymują ją w prezencie od farmaceutów. Dostępna jest także w prenumeracie indywidualnej i kolporterskiej oraz w limitowanej sprzedaży egzemplarzowej w sieci salonów Empik.

## Redakcja i współpracownicy[1]

### Zespół redakcyjny
- Adam Górczyński – redaktor naczelny

### Stali współpracownicy
- dr n. farm. Małgorzata Horoszkiewicz
- dr n. med. Barbara Kuźnar-Kamińska
- dr n. farm. Romualda Lange
- Paula Nagel
- Barbara Sadowska
- prof. n. med. Jerzy Woy-Wojciechowski
- Magdalena Makarowska
- dr n. o zdr. Wanda Baltaza
- Piotr Derentowicz
- dr n. biol. Izabela Dobrowolska
- Marek Matacz
- Jan Matul
- Tomasz Nęcki
- dr Ewa Woydyłło